# Wernadskyj-Nationalbibliothek der Ukraine
Die Wernadskyj-Nationalbibliothek der Ukraine (ukrainisch Національна бібліотека України імені В.І. Вернадського Nazionalna biblioteka Ukrajiny imeni W.I. Wernadskoho) ist eine wissenschaftliche Bibliothek und Nationalbibliothek in der ukrainischen Hauptstadt Kiew.
Mit rund 15 Millionen Medieneinheiten zählt sie zu den 20 größten Bibliotheken der Erde. 

## Geschichte
Die Wernadskyj-Nationalbibliothek wurde auf Initiative des ukrainischen Politikers Pawlo Skoropadskyj am 2. August 1918 eröffnet und trägt den Namen des russischen und ukrainischen Geologen und Geochemikers Wladimir Iwanowitsch Wernadski (ukrainisch: Wernadskyj).
Wegen des russischen Überfalls auf die Ukraine und der Verhängung des Kriegsrechts musste die Bibliothek am 24. Februar 2022 geschlossen werden.

## Sammlung und Erwerbung
Als Nationalbibliothek sammelt und archiviert sie systematisch Pflichtexemplare und verzeichnet diese in einer Nationalbibliografie. Der Bestand umfasst sämtliche ukrainischen Publikationen und Kopien aller ukrainischen Doktorarbeiten.  
Die Wernadskyj-Nationalbibliothek verfügt über die weltweit umfassendste Sammlung slawischer Schriften, darunter das Evangeliar von Peressopnyzja, Inkunabeln sowie Sammlungen zu ukrainischen Wissenschaftlern.
Sie verfügt über das weltweit größte Archiv für jüdische Volksmusik, aufgenommen auf Phonographenwalzen. Die Sammlung wurde 2005 in das UNESCO-Weltdokumentenerbe eingetragen.
Die Bibliothek besitzt Werke zur Geschichte und Kultur der Ukraine und der umliegenden Regionen, darunter die einzige handschriftlich existierende Musikkomposition von Artemiĭ Vedel.

## Gebäude
Das zwischen 1975 und 1989 erbaute Bibliotheksgebäude hat 27 Stockwerke und eine Fläche von insgesamt 35.700 m². Es ist bis zum Dach 76,7 m und bis zur Antennenspitze 78,6 m hoch.